# Lokschuppen Bad Orb

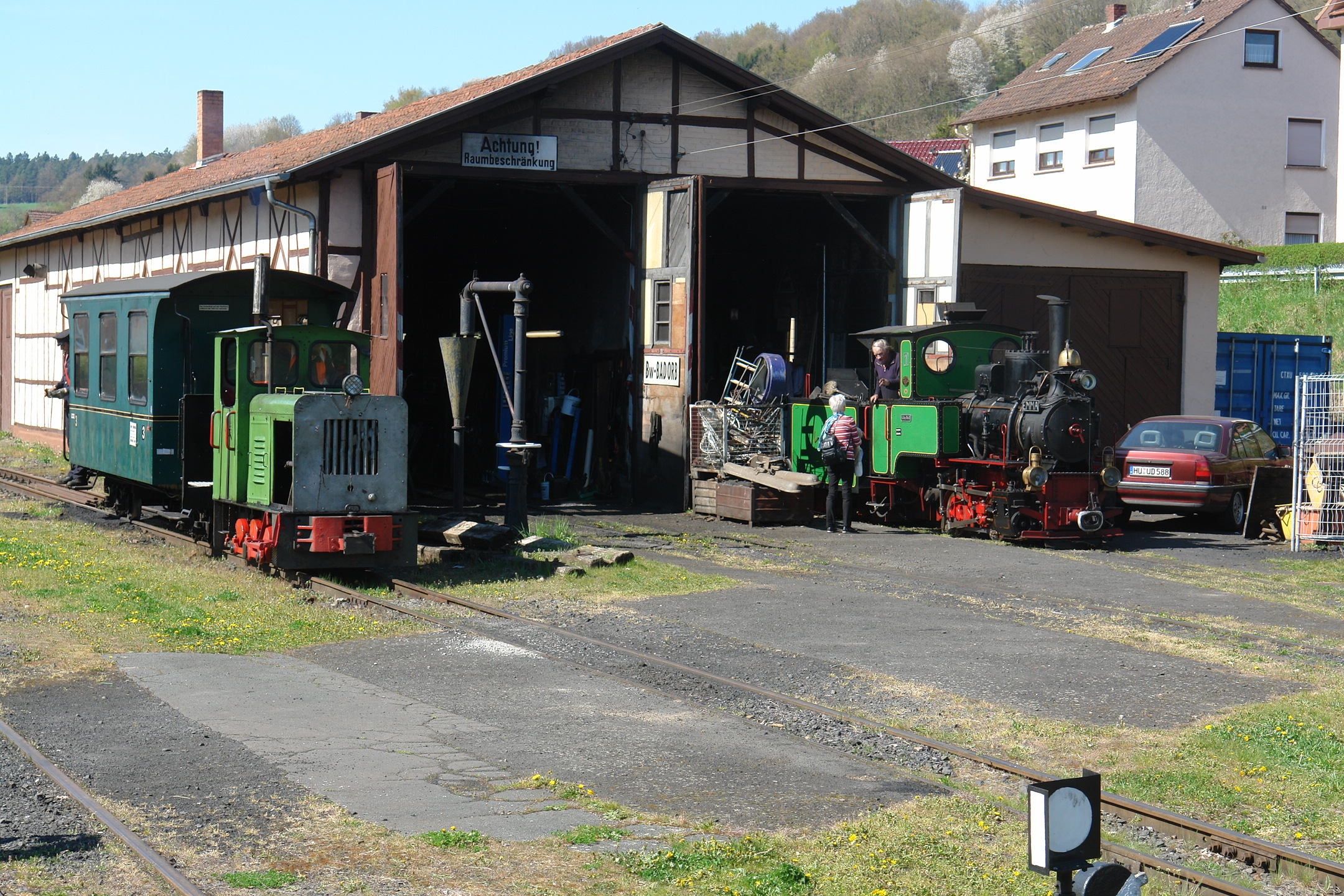
Lokschuppen in Bad Orb

Der Lokschuppen in Bad Orb, einer Kurstadt im Main-Kinzig-Kreis in Hessen, wurde 1900 errichtet. Der Lokschuppen beim Bahnhof Bad Orb, in der Nähe der Austraße, ist ein geschütztes Kulturdenkmal.
Der langgestreckte, eingeschossige Fachwerkbau wurde durch den Bauunternehmer H. Christner für die damals neue Kleinbahnstrecke Wächtersbach–Bad Orb errichtet. 
Auffällig sind die hochrechteckigen Fenster mit spitzgiebeligem Abschluss. Die faltbaren Einfahrtstore stammen aus der Erbauungszeit.  